# بوخهلتس در نوردهایده
شهر بوشهلز در نوردهایده در ایالت نیدرزاکسن در کشور آلمان واقع شده است.